# 恋人も濡れる街角
「恋人も濡れる街角」（こいびともぬれるまちかど）は、中村雅俊の17枚目のシングル。 1982年9月1日発売。発売元は日本コロムビア。

## 背景・リリース
本作のシングルジャケットは同品番（AH-256A）で2種が存在する（前期版はジャケットにタイアップが『蒲田行進曲』のみ記載、後期版は『蒲田行進曲』『おまかせください』の2タイトルを記載）。

## 制作
作詞・作曲・ヴォーカル・ディレクションをサザンオールスターズの桑田佳祐が担当し、表題曲「恋人も濡れる街角」は横浜の馬車道をフィーチャーしたエロティックできわどい内容の歌詞が特徴で、ムード歌謡的な楽曲である。
桑田はこの曲を内山田洋とクール・ファイブの「恋は終わったの」をイメージして作ったと述べている。
中村雅俊のシングルで、週間オリコンチャート及びザ・ベストテン等で10位以内にランクインされたヒット・ソングは、現時点で本楽曲が最後となっている。
映画『蒲田行進曲』及びテレビドラマ『おまかせください』で歌われた歌詞は、シングル版から一部変更されており、シングル版では「YOKOHAMAじゃ」となっている箇所が、映画・テレビドラマ版では「この場所で」に変更されている。このバージョンの音源は、『蒲田行進曲オリジナルサウンドトラック』に収録されている。

## チャート成績
オリコンチャートの登場週数は32週、チャート最高順位は週間5位、累計47.7万枚のセールスを記録した。

## 収録曲
全曲　作詞・作曲：桑田佳祐
1. 恋人も濡れる街角
  - 編曲：桑田佳祐・八木正生

映画『蒲田行進曲』主題歌。また、中村主演のフジテレビ系テレビドラマ『おまかせください』『おまかせください、オレの女房どの』挿入歌。公共広告機構（現：ACジャパン）「子どもワクチンキャンペーン」イメージソング。
2010年8月22日放送の「TheサンデーNEXT（日本テレビ）」で、埼玉県の「ファミリーレストラン馬車道」の社歌に中村雅俊公認で使われていることが紹介された。毎朝、朝礼にて社長が歌っている[5]。
2. ナカムラ・エレキ・音頭
  - 編曲：桑田佳祐

フジテレビ系テレビドラマ『おまかせください』『おまかせください、オレの女房どの』主題歌。
後期版シングルでは、タイトルが「おまかせください（ナカムラ・エレキ・音頭）」になっている。
テレビドラマ『おまかせください』で歌われた歌詞は、シングル版から一部変更されており、シングル版では「宮城のシャバ」となっている箇所が、テレビドラマ版では「深川木場[注 1]」に、シングル版では「中村 中村の」となっている箇所が、テレビドラマ版では「大原飛太[注 1]の」にそれぞれ変更されている[4]。

## カバー

### 桑田佳祐によるセルフカバー
後に桑田も複数回この楽曲をセルフカバーしているが、いずれもライブでの披露や自身のラジオ番組『桑田佳祐のやさしい夜遊び』（TOKYO FM）の弾き語りのみで、後述の『がらくたライブ』での替え歌を除けば正式発売されたものは無い。これについて桑田は「雅俊のライブ行けよ〜」と発言している。
1998年のAct Against AIDSイベント『Act Against AIDS '98　桑田佳祐　オール リクエスト ショー』のアンコールの一曲目にセルフカバー。
2004年のサザンオールスターズの年越しライブ『暮れのサナカ』でセルフカバー。
東日本大震災を機に開設された中村の故郷である宮城県女川町の臨時災害放送局女川さいがいFMが2016年3月29日に閉局することに伴い、2016年3月26日に女川駅2階にある日帰り温泉施設「女川温泉ゆぽっぽ」の特設会場から『桑田佳祐のやさしい夜遊び』を生放送した際に歌唱。また、桑田は中村に女川を訪れた事をメールで報告した旨を語っている。
同年の年越しライブ『ヨシ子さんへの手紙 ～悪戯な年の瀬～』では「Yin Yang」の前フリとしてAメロのみ歌唱。この時の歌詞は原曲通りだった。
2017年8月6日の『ROCK IN JAPAN FESTIVAL』に桑田が出演した際には、この曲のAメロのメロディーに乗せてその前および別日に出演したミュージシャンとトリである自身を比較したうえで「二日目の今日大トリにジジイが出る」「ゆずとかB'zとかサカナクションとかRADWIMPS…、そっち見た方がいいと思うけどね」と自虐する内容の替え歌を行った。
2017年の『がらくたライブ』では「Yin Yang」の前フリとして歌詞を月亭可朝の「嘆きのボイン」に変えて歌った。

### その他
- ジャニス・ビダル - 日本語でカバーを歌唱の他、広東語やベトナム語でも歌唱。
- ダン・チュオン - ベトナムで「Cuộc Tình Trong Cơn Mưa」のタイトルで歌唱。
- ケニー・ビー - 広東語版「只想將你等」、アルバム『痴心的一句』に収録（1985年1月）
- 楊烈 - 北京語版「街角追情」、アルバム『夏日序幕』に収録（1987年6月）
- クリストファー・ウォン - 広東語版「雨中的戀人們」、アルバム『Stay with Me』に収録（1992年2月14日）
- エディー・ン - 香港で「你是我心上人」(1994年の香港映画「最強の出前人」（原題：破壞之王）で主題歌を収録）
- TOKIO - アルバム「sugar」（2008年2月20日、ユニバーサルミュージック）収録。
- John-Hoon - アルバム『VOICE 2』（2012年10月31日、ユニバーサル）収録。
- 石井竜也 - アルバム『super nipops』（2012年11月7日、ユニバーサル）収録。
- 石井聖子 - アルバム「When a woman loves a man 〜女が男を愛するとき〜」（2013年8月21日、日本コロムビア）収録。
- 吉幾三 - アルバム『あの頃の青春を詩う vol.2』（2014年4月2日、JAPAN RECORD）収録。
- 稔幸 - 宝塚歌劇団OGによるカバーアルバム「麗人 REIJIN -Showa Era-」（2015年7月1日、ビクターエンターテインメント）収録。[14]
- ダイアモンド☆ユカイ - アルバム『Respect III』（2016年3月9日、ユニバーサルミュージック）収録。
- Ms.OOJA - アルバム『流しのOOJA 3～VINTAGE SONG COVERS～』（2024年04月17日、ユニバーサルミュージック）収録。